# Melanom
Melanom je maligni (zloćudni) tumor pigmentiranih stanica kože. To je najčešća bolest kože koja može dovesti do smrti. Može se naći i na drugim mjestima: na srednjoj očnoj ovojnici (mrežnica), u živčanom sustavu, na krajnjem dijelu debelog crijeva (rektum), sluznicama itd.
Broj oboljelih od melanoma je u stalnom porastu i to je jedan od tumora s najvećom ekspanzijom u posljednje vrijeme. Godišnje povećanje broja oboljelih je 7 %.

## Rasprostranjenost
Melanom se uglavnom sreće kod bijelaca, dok je kod crnaca i Azijaca rijedak.
Najučestaliji je u Australiji i zemljama s velikom količinom sunčevog zračenja. Melanomi se mogu javiti u svakom uzrastu, iako su kod male djece rijetki (uglavnom nasljedni, pogledati kromosom 1 (čovjek)).Češće se javlja kod žena nego kod muškaraca.

## Čimbenici koji dovode do melanoma
Najznačajniji činilac je ultraljubičasto zračenje. Važan činilac je i pigmentiranost kože, odnosno tip kože. Kod tipa I (osobe svijetle bijele boje kože, zelenkaste oči, crvenkasta kosa-keltski tip) rizik je najveći, a onda slijedi tip II (svijetla boja kože, plave oči, plava kosa...).
Osobe koje imaju kserodermu pigmentozum (Xeroderma pigmentosum) često kasnije dobiju i melanom.
Melanom može nastati na svim dijelovima tijela, kako na onim koja su stalno izložena djelovanju sunca, tako i na onim koja su zaštićena npr. odjećom. Jedino jedna podgrupa melanoma - lentigo maligna nastaje isključivo na stalno eksponiranim dijelovima tijela. 
Može se reći da pojava melanoma korelira s brojem opekotina od sunca. Posebno je bitan broj i težina opeklina u dječjem uzrastu i mladosti. U ovom uzrastu je razmnožavanje pigmentnih stanica kože intenzivno, tako da se pod djelovanjem sunčevog zračenja može još pojačati. 
Kod 10% pacijenata postoji obiteljska predispozicija. Nasljeđivanje u ovo slučaju je autosomno-dominantno (vidi Kromozom 1 (čovjek)). Nasljedni melanomi javljaju se u nešto ranijem uzrastu.
Broj madeža je u vezi s rizikom dobivanja melanoma. Za atipične madeže je rizik od melanoma još veći.

## Patogeneza
Jedan genski defekt je ustanovljen kod pacijenata na kromozomu 9, a također su identificirani defekti na kromosomu 1). Ovaj defekt je odgovoran za inicijaciju melanoma, a po utjecajem ultraljubičastog zračenja dolazi do progresije tumora.
Melanomi najčešće nastaju iz madeža i displastičnih madeža, manjim dijelom iz nepromijenjene kože.
Tok bolesti zavisi od pojave i selekcije agresivnih tumorski stanica i obrambene sposobnosti organizma.

## Klasifikacija i stadiji bolesti
Za prognozu bolesti važan je stupanj raširenosti tumora.
| Prvi stadij  | Primarni tumor bez infiltracije limfnih čvorova i bez metastaza |
| Drugi stadij | regionalne metastaze u limfnim čvorovima                        |
| Treći stadij | metastaze                                                       |

Kod prvog stadija, kad bolest još nije u poodmakloj fazi, možemo razlikovati više tipova:
|                                             | učestalost | lokalizacija                        | starost pacijenata u vrijeme dijagnoze | brzina rasta u dubinu |
| lentigo maligna melanom                     | 5%         | lice, hrbat šake                    | preko 60 godina                        | godine i desetljeća   |
| melanom s površinskim širenjem              | 65%        | sva područja izložena Suncu         | 30-60 godina                           | godine (5-7)          |
| nodularni (s čvorićima) melanom             | 15%        | sva područja izložena Suncu         | 40-60 godina                           | mjeseci do 1 godina   |
| akralni lentiginozni melanom                | 5%         | okrajine (šake, stopala...), nokti  | 40-60 godina                           | do 3 godine           |
| neklasificirani melanomi, melanomi sluznice | 10%        | usta, oko, živčani sustav, sluznice | 40-60 godina                           | mjeseci               |

U ovoj (prvoj fazi) stanice melanoma još uvijek ne mogu rasti invazivno, odnosno rasti u dubinu. Uglavnom se šire vodoravno, u širinu i potrebne su godine i desetljeća da bi napali dublje slojeve (vidite kod brzina rasta u dubinu u tabeli).
Dobro diferencirani tumori se zadržavaju na granici dermisa i epidermisa, što se manifestifra kao promjena u vidu mrlje, bazalna membrana kože još nije oštećena. To su lentiginozni melanomi.
Lošije diferencirani se slabije zadržavaju na ovoj graničnoj zoni i prožimaju epidermis (površinski sloj kože) u vidi malih pjega. To su melanomi s površinskim širenjem. U ovom slučaju glavnina tumorskih ćelija leži u graničnoj zoni, ali se javljaju i stanice koje infiltriraju epidermis.
Kod nodularnog melanoma se tumorske stanice uopće ne zadržavaju u ovoj graničnoj zoni, tako da veoma brzo napadaju okolne, dublje strukture.

## Simptomi
Zajedničke osobine su da su sve tumorske lezije kože nepravilnog oblika, neuređene strukture. 
- oblik: nepravilan, policikličan
- granice: djelomično oštre, djelomično nisu oštre
- boja: šarena boja, mješavina crne, tamno smeđe, svijetlo smeđe, bijele, crvene...
- građa: promjene su sastavljene od više dijelova, koji su i ravni i podignuti, sekundarne promjene npr. ulceracije, perutanje... su česte.
- veličina: melanomi su veliki uglavnom preko 5-mm
- površina im je gruba

## Podvrste
- Lentiginozni melanom (lentigo maligna)
- Melanom s površinskim širenjem
- Nodularni melanom
- Akralni, lentiginozni melanom
- Posebni oblici

### Lentiginozni melanom
Javlja se na dijelovima tijela koji su izloženi suncu. To je pre-invazivna, površinska forma iz koje se kasnije može razviti invazivni lentiginizni maligni melanom. Sreće se kod starijih ljudi (najčešće u 8. i 9. desetljeću).
Promjene su u obliku mrlja na koži, veličine od nekoliko milimetara do nekoliko centimetara. Rub promjene je nepravilnog oblika, a boja tamnosmeđa do crna. Tumor je u razini kože, ne može se napipati.
Lentigo maligni melanom je kasnija, invazivana forma koja se može napipati u obliku čvorića.
Epitel je atrofičan i u bazalnom sloju su prisutne vakuolizirane stanice, s atipijom jezgara i patološkom diobama (patološka mitoza).
Terapija je odstranjivanje promjena - ekscizija. Kad to nije moguće zbog raširenosti tumora i zdravstvenog stanja pacijenta, onda se može liječiti zračenjem i kriokirurgijom.

### Melanom s površinskim širenjem
To je najčešća varijanta melanoma u početnoj fazi. Najčešće se sreće kod odraslih. Promjene su blago podignute, mogu se opipati, tamnosmeđe do crne boje. Veličina im varira od nekoliko milimetara da nekoliko centimetara. Granica lezija je policikičnog oblika, nepravilna ali uglavnom oštra. Tumor napreduje brzo i prelazak u invazivni oblik (drugi stadij) stupa u roku od nekoliko mjeseci do nekoliko godina.
Tumorske stanice se uglavnom nalaze u graničnoj (junkcionoj) zoni između epidermisa i dermisa, djelomično iznad i ispod bazalne membrane, ali prisutna je i difuzna invazija epidermisa.

### Nodularni melanom
To je najagresivnija varijanta melanoma. Tumor ne raste vodoravno, nego okomito - u dubinu, što brzo dovodi do invazije dubljih slojeva kože (u roku od nekoliko mjeseci). Prisutne su i brojne erozije kože i krvarenja.

### Akralni lentiginozni melanom
Akre su periferni dijelovi tijela: šake, stopala, uši, nos, usne, vanjske genitalije.
Ovaj tumor sreće pretežno kod starijih osoba (preko 60 godina) i ima nešto lošiju prognozu od običnog lentiginoznog melanoma. Zahvaća najčešće šake, stopala, prste, nokte. Promjene su u obliku policikličnih, smeđih mrlja. Iz njih nastaju čvorići koji su često depigmentirani (gubitak boje).

### Posebni oblici melanoma
Depigmentirani melanom
Melanom s totalnom ili parcijalnom regresijom (povlačenjem). Povlačenje tumora nastaje zbog djelovanja imunološkog sustava. Lezije su bijelo-plave boje, ispod nivoa kože, nepravilnih rubova.
Neurotropni malanom-invazija živaca.

## Metastaze
Melanom metastazira uglavnom preko limfnih puteva - limfogeno.
Hematogeno (putem krvi) metastaziranje je moguće, ali rjeđe.
Metastaze u limfnim čvorovima su debele, nekoliko centimetara velike i mnogobrojne. Često su limfni čvorovi međusobno srasli.
Daleke metastaze nastaju hematogeno. Najčešće lokacije su: pluća, koža, jetra, mozak, bubrezi, kosti.
Satelitske (popratne) metastaze su manje metastaze oko glavnog tumora na razdaljini oko 2 centimetra.
Prelazne metastaze su metastaze oko glavnog tumora na razdaljini većoj od 2 centimetra.
Potkožne metastaze su veliki potkožni čvorovi zbog nagomilavanja tumorskih stanica.
Difuzne metastaze - cijelo telo je zahvaćeno, sivosmeđa obojenost kože.

## Vanjske poveznice
- Medlajn: melanomi
- Skin imaging methods for melanoma diagnosis  Arhivirana inačica izvorne stranice od 14. lipnja 2006. (Wayback Machine)
- Photo: Lentigo Maligna Glans